# Mike Sullivan (ishockeyspelare)
Michael Barry "Mike" Sullivan, född 27 februari 1968, är en amerikansk ishockeytränare och före detta professionell ishockeyforward som är tränare för New York Rangers i National Hockey League (NHL) sedan den 2 maj 2025.

## Spelare
Som ishockeyspelare tillbringade han elva säsonger i NHL, där han spelade för ishockeyorganisationerna San Jose Sharks, Calgary Flames, Boston Bruins och Phoenix Coyotes. Sullivan producerade 136 poäng (54 mål och 82 assists) samt drog på sig 203 utvisningsminuter på 709 grundspelsmatcher. Han spelade också för Saint John Flames i American Hockey League (AHL); San Diego Gulls och Kansas City Blades i International Hockey League (IHL) och Boston University Terriers i National Collegiate Athletic Association (NCAA).
Sullivan draftades av New York Rangers i fjärde rundan i 1987 års draft som 69:e spelaren totalt.

### Statistik

#### Lag
| 1985–1986   | BC High Eagles             |             | 22  | 26 | 33 | 59  | —   | —  | — | — | —  | —  |
| 1986–1987   | Boston University Terriers | NCAA        | 37  | 13 | 18 | 31  | 18  | —  | — | — | —  | —  |
| 1987–1988   | Boston University Terriers | NCAA        | 30  | 18 | 22 | 40  | 30  | —  | — | — | —  | —  |
| 1988–1989   | Boston University Terriers | NCAA        | 36  | 19 | 17 | 36  | 30  | —  | — | — | —  | —  |
| 1989–1990   | Boston University Terriers | NCAA        | 38  | 11 | 20 | 31  | 26  | —  | — | — | —  | —  |
| 1990–1991   | San Diego Gulls            | IHL         | 74  | 12 | 23 | 35  | 27  | —  | — | — | —  | —  |
| 1991–1992   | San Jose Sharks            | NHL         | 64  | 8  | 11 | 19  | 15  | —  | — | — | —  | —  |
|             | Kansas City Blades         | IHL         | 10  | 2  | 8  | 10  | 8   | —  | — | — | —  | —  |
| 1992–1993   | San Jose Sharks            | NHL         | 81  | 6  | 8  | 14  | 30  | —  | — | — | —  | —  |
| 1993–1994   | San Jose Sharks            | NHL         | 26  | 2  | 2  | 4   | 4   | —  | — | — | —  | —  |
|             | Kansas City Blades         | IHL         | 6   | 3  | 3  | 6   | 0   | —  | — | — | —  | —  |
|             | Calgary Flames             | NHL         | 19  | 2  | 3  | 5   | 6   | 7  | 1 | 1 | 2  | 8  |
|             | Saint John Flames          | AHL         | 5   | 2  | 0  | 2   | 4   | —  | — | — | —  | —  |
| 1994–1995   | Calgary Flames             | NHL         | 38  | 4  | 7  | 11  | 14  | 7  | 3 | 5 | 8  | 2  |
| 1995–1996   | Calgary Flames             | NHL         | 81  | 9  | 12 | 21  | 24  | 4  | 0 | 0 | 0  | 0  |
| 1996–1997   | Calgary Flames             | NHL         | 67  | 5  | 6  | 11  | 10  | —  | — | — | —  | —  |
| 1997–1998   | Boston Bruins              | NHL         | 77  | 5  | 13 | 18  | 34  | 6  | 0 | 1 | 1  | 2  |
| 1998–1999   | Phoenix Coyotes            | NHL         | 63  | 2  | 4  | 6   | 24  | 5  | 0 | 0 | 0  | 2  |
| 1999–2000   | Phoenix Coyotes            | NHL         | 79  | 5  | 10 | 15  | 10  | 5  | 0 | 1 | 1  | 0  |
| 2000–2001   | Phoenix Coyotes            | NHL         | 72  | 5  | 4  | 9   | 16  | —  | — | — | —  | —  |
| 2001–2002   | Phoenix Coyotes            | NHL         | 42  | 1  | 2  | 3   | 16  | —  | — | — | —  | —  |
| NHL totalt  | NHL totalt                 | NHL totalt  | 709 | 54 | 82 | 136 | 203 | 34 | 4 | 8 | 12 | 14 |
| IHL totalt  | IHL totalt                 | IHL totalt  | 90  | 17 | 34 | 51  | 35  | —  | — | — | —  | —  |
| NCAA totalt | NCAA totalt                | NCAA totalt | 141 | 61 | 77 | 138 | 104 | —  | — | — | —  | —  |

#### Internationellt
| Källa: Utv = Utvisningsminuter | Källa: Utv = Utvisningsminuter | Källa: Utv = Utvisningsminuter |         |     |         |       |     |  |
| År                             | Lag                            | Mästerskap                     | Matcher | Mål | Assists | Poäng | Utv |  |
| ------------------------------ | ------------------------------ | ------------------------------ | ------- | --- | ------- | ----- | --- |  |
| 1988                           | USA                            | JVM                            | 6       | 0   | 2       | 2     | 14  |  |
| 1997                           | USA                            | VM                             | 8       | 1   | 2       | 3     | 2   |  |
| Junior totalt                  | Junior totalt                  | Junior totalt                  | 6       | 0   | 2       | 2     | 14  |  |
| Senior totalt                  | Senior totalt                  | Senior totalt                  | 8       | 1   | 2       | 3     | 2   |  |

## Tränare
Direkt efter att han avslutade sin aktiva spelarkarriär, blev han tränare för Providence Bruins i AHL. Där blev det dock bara ett år innan han blev assisterande tränare för moderorganisationen Boston Bruins. Med bara nio matcher kvar av säsongen 2002–2003, fick Robbie Ftorek sparken som tränare för Boston. General managern Mike O'Connell tog över tränarposten temporärt. O'Connell ville dock inte fortsätta och utsåg Sullivan till Bostons nya tränare den 23 juni 2003. Tre år senare fick både O'Connell och Sullivan sparken efter att man misslyckats att ta Boston till slutspel. Den 31 maj 2007 blev han assisterande tränare åt John Tortorella i Tampa Bay Lightning. Han följde med Tortorella när denne lämnade Tampa och tränade både New York Rangers och Vancouver Canucks. Den 21 januari 2014 blev Tortorella avstängd i 15 dagar och sex matcher efter en sammandrabbning med spelare och ledare för Calgary Flames under en periodpaus när Canucks och Flames mötte varandra. Sullivan och Glen Gulutzan utsågs som ersättarna till Tortorella. Den 2 maj 2014 fick både Tortorella och Sullivan sparken från Canucks efter de missade slutspel för första gången sedan 2008. Han fick senare en anställning hos Chicago Blackhawks som en utvecklingstränare. Den 18 juni 2015 utsågs Sullivan som tränare för Wilkes-Barre/Scranton Penguins i AHL. Den 12 december fick Mike Johnston, tränaren för moderorganisationen Pittsburgh Penguins, sparken och ersattes av Sullivan. Han lyckades vinna Stanley Cup de två första säsongerna som tränare för Pittsburgh, ingen annan ishockeyorganisation i NHL har gjort den bedriften sedan Detroit Red Wings gjorde det 1996–1997 och 1997–1998.
Han har även varit assisterande tränare alternativt tränare för det amerikanska herrishockeylandslaget vid Olympiska vinterspelen 2006, Världsmästerskapet i ishockey för herrar 2007, Världsmästerskapet i ishockey för herrar 2008 och World Cup i ishockey 2016.

### Statistik
Källa: 
| Lag                 | Säsong    | Grundserie | Grundserie | Grundserie | Grundserie | Grundserie         | Grundserie | Grundserie         | Slutspel                   |  |
| Lag                 | Säsong    | Matcher    | Vinster    | Förluster  | Oavgjorda  | Övertids förluster | Poäng      | Placering          | Resultat                   |  |
| ------------------- | --------- | ---------- | ---------- | ---------- | ---------- | ------------------ | ---------- | ------------------ | -------------------------- |  |
| Boston Bruins       | 2003–2004 | 82         | 41         | 19         | 15         | 7                  | 104        | 1:a i Northeast    | Förlorade i första rundan. |  |
| Boston Bruins       | 2005–2006 | 82         | 29         | 37         |            | 16                 | 74         | 5:e i Northeast    | Missade slutspel           |  |
| Vancouver Canucks   | 2013–2014 | 6          | 2          | 4          |            | 0                  | 4          |                    |                            |  |
| Pittsburgh Penguins | 2015–2016 | 54         | 33         | 16         |            | 5                  | 71         | 2:a i Metropolitan | Vann Stanley Cup.          |  |
| Pittsburgh Penguins | 2016–2017 | 82         | 50         | 21         |            | 11                 | 111        | 2:a i Metropolitan | Vann Stanley Cup.          |  |
| Pittsburgh Penguins | 2017–2018 | 82         | 47         | 29         |            | 6                  | 100        | 2:a i Metropolitan | Förlorade i andra rundan.  |  |
| Pittsburgh Penguins | 2018–2019 | 82         | 44         | 26         |            | 12                 | 100        | 3:e i Metropolitan | Förlorade i första rundan. |  |
| Pittsburgh Penguins | 2019–2020 | 69         | 40         | 23         |            | 6                  | 86         | 3:e i Metropolitan | Förlorade i kvalrundan.    |  |
| Pittsburgh Penguins | 2020–2021 | 56         | 37         | 16         |            | 3                  | 77         | 1:a i East         | Förlorade i första rundan. |  |
| Pittsburgh Penguins | 2021–2022 | 82         | 46         | 25         |            | 11                 | 103        | 3:a i Metropolitan | Förlorade i första rundan. |  |
| Pittsburgh Penguins | 2022–2023 | 82         | 40         | 31         |            | 11                 | 91         | 5:a i Metropolitan | Missade slutspel.          |  |
| Pittsburgh Penguins | 2023–2024 | 82         | 38         | 32         |            | 12                 | 88         | 5:a i Metropolitan | Missade slutspel.          |  |
| Pittsburgh Penguins | 2024–2025 | 82         | 34         | 36         |            | 12                 | 80         | 7:a i Metropolitan | Missade slutspel.          |  |
| Totalt              | Totalt    | 923        | 481        | 315        | 15         | 112                | 1089       |                    |                            |  |